# Паранестион
Паранестион (греч. Παρανέστιον) — деревня в Греции, на правом берегу реки Нестос, у горного массива Родопы. Административный центр одноимённой общины в периферийной единице Драма в периферии Восточная Македония и Фракия. Население 625 человек по переписи 2011 года.
До 2 мая 1927 года (ΦΕΚ 76Α) называлась Букия (Μπούκια, болг. Бук).

## Музей естественной истории Родоп
В деревне находится Музей естественной истории Родоп (Μουσείο Φυσικής Ιστορίας Ροδόπης), который работает с 2001 года. Создан по программе Министерства окружающей среды, городского планирования и общественных работ.

## Сообщество Паранестион
Сообщество создано 20 ноября 1911 года (ΦΕΚ 251Α) с административным центром в ныне несуществующей деревне Драциста (Δράτσιστα, болг. Драчища, в 1953—1971 гг. — Мелисохорион, Μελισσοχώριον). 9 марта 1929 года (ΦΕΚ 26Β) административным центром стала деревня Паранестион. В сообщество входит 10 населённых пунктов. Население 881 человек по переписи 2011 года. Площадь 150,197 км².
| Населённый пункт | Население (2011), человек |
| ---------------- | ------------------------- |
| Аидонокастрон    | 15                        |
| Капнофитон       | 18                        |
| Карпофорон       | 26                        |
| Месохорион       | 105                       |
| Ксангантон       | 43                        |
| Паранестион      | 625                       |
| Перивлептон      | 8                         |
| Полинерион       | 10                        |
| Полисико         | 15                        |
| Теменос          | 16                        |

## Население
| Год  | Население, человек |
| ---- | ------------------ |
| 1991 | 620                |
| 2001 | 545                |
| 2011 | ↗ 625              |